# IceBB
 (septembre 2012).
 (septembre 2012).
Si vous disposez d'ouvrages ou d'articles de référence ou si vous connaissez des sites web de qualité traitant du thème abordé ici, merci de compléter l'article en donnant les références utiles à sa vérifiabilité et en les liant à la section « Notes et références ».
IceBB est un logiciel de forum développé en PHP  avec une base de données MySQL dont le projet a débuté en octobre 2004. Développé sous GPL, la seule condition est de conserver le copyright en bas de chaque page.

## Fonctions
IceBB possède toutes les fonctionnalités d'un forum type comme :
- Système de recherche avancé, membre, sujet
- Réponse rapide
- RSS Feed
- Calendrier
- Sous-forum
- Multi-Quote
- Modification du nom du sujet facilement sans recharger la page
- Modération performante
- Système multi-Upload
- Visualisation membre sujet
- Éditeur WYSIWYG
- Notation
- Voir les nouveaux messages
- Option avancée sujet : ajouter aux favoris, imprimer la page, rechercher sur la page, etc.
- Groupes de membres
- Groupe avancé Board en ligne
- Messagerie privée interne
- Panneau de contrôle Utilisateur
- Admin CP (Centre d'Administration) complet

## Développement
En 2009, IceBB est encore en développement et plusieurs fonctions seront ajoutées :
- AJAX spell checker
- Add New BBCode
- Manage Attatchments
- Bulk mailer
- Plugin pour mod

Pour suivre son développement, voir Roadmap.

## Facilité et performance
Facile à installer en une étape : le script d'installation s'occupe seul des étapes suivantes.
Facilité de création de skin (wordpress). Côté performance, IceBB possède un cache GZip par défaut qui permet d'afficher une page en peu de requêtes.
Afin de faciliter la migration, des scripts de conversion à partir d'autres types de forums sont disponibles phpBB, SMF, IPB...